# Tom Clancy's Splinter Cell: Chaos Theory
Tom Clancy's Splinter Cell: Chaos Theory је видео-игра коју је издао Убисофт 21. марта 2005. године. Представља трећи део серијала Tom Clancy's Splinter Cell. Игра прати агента НСА, Сема Фишера, који покушава да смањи тензије између Северне Кореје, Јужне Кореје и САД и на тај начин спречи Трећи светски рат. Фишеру на том путу помажу његови блиски сарадници Ирвинг Ламберт, Ана Гримсдотир и Вилијам Рединг.

## Радња
Јуна 2007. године јављају се несугласице између Северне Кореје, Јужне Кореје и САД. За то време, Сем Фишер у Перуу покушава да спаси Бруса Моргенхолта, америчког програмера којег је киднаповала перуанска сепаратистичка група коју предводи Уго Ласерда. Након што проналази Моргенхолта мртвог, Фишер одлази на брод Марија Нарсиса где проналази и убија Ласерду. Након тога, Фишер путује у Њујорк да би сазнао више информација о Абрахиму Зеркезију, Моргенхолтовом сараднику. Открива да иза тога стоји Дисплејс интернешенал, приватна војна корпорација коју води Фишеров стари пријатељ Даглас Шетланд, који се појављује у другом делу игре. У канцеларијама Дисплејса сазнаје о Милану Недићу, босанском ратном криминалцу којем је право име Милош Новак. На Хокаиду, Шетланд Фишеру тврди да Недић није умешан у прљаве послове. Фишер убија Недића и види како Шетланд убија Зеркезија.
За то време, Северна Кореја обара амерички војни брод, ситуација се додатно компликује и свет је на ивици Трећег светског рата. Фишер путује у Северну Кореју да би открио да ли је Северна Кореја у потпуности одговорна за потапање америчког брода и присуствује лансирању ракете на Јужну Кореју коју је блокирао. У Сеулу, Фишер сазнаје да иза сукоба стоји Дисплејс, а након тога одлази у сауну у Токију како би сазнао више о састанку Шетланда и јапанског I-SDF, одбрамбене силе. На састанку I-SDF издаје Шетланда, који бежи и покушава да побегне и самим тим спречи Фишера да га ухвати постављајући бомбе. Фишер успешно искључује бомбе и убија Шетланда. На самом крају, Фишер зауставља јапанског адмирала Отома да лансира севернокорејску ракету на своју државу, Јапан и спречава га да изврши сепуку.